# Asztácium-monobromid
Az asztácium-monobromid interhalogén vegyület, képlete AtBr. Asztácium és jód-monobromid vizes oldatának reakciójával állítják elő:
At2 + 2 IBr → 2 AtBr + I2

## Fordítás
Ez a szócikk részben vagy egészben  az   Astatine monobromide című angol Wikipédia-szócikk ezen változatának fordításán alapul.  Az eredeti cikk szerkesztőit annak laptörténete sorolja fel. Ez a jelzés csupán a megfogalmazás eredetét és a szerzői jogokat jelzi, nem szolgál a cikkben szereplő információk forrásmegjelöléseként.